# Har Zevul
Har Zevul (hebreiska: הר זבול) är ett berg i Israel.   Det ligger i distriktet Norra distriktet, i den norra delen av landet. Toppen på Har Zevul är 808 meter över havet, eller 164 meter över den omgivande terrängen. Bredden vid basen är 1,8 km.
Terrängen runt Har Zevul är kuperad.Runt Har Zevul är det ganska tätbefolkat, med 90 invånare per kvadratkilometer. Närmaste större samhälle är Karmi'el, 11,0 km söder om Har Zevul. Trakten runt Har Zevul består till största delen av jordbruksmark.